# بروسونتة هانجيانية
بروسونتة هانجيانية (الاسم العلمي:Broussonetia hanjiana) هي نوع هجين من النباتات تتبع جنس البروسونتة من الفصيلة التوتية.